# Yonder Media Mobile
Yonder Media Mobile  es un holding multinacional estadounidense de telecomunicaciones con sede en Delaware, Estados Unidos. Ofrece servicios de telefonía entretenimiento en México y de manera internacional con sus divisiones YO México, Weex Mobile y Global YO.

## Historia
Esta empresa fue el resultado de inversión de algunos socios, entre los que destacan Adam Kidron, actual CEO, o más conocido como "CE-YO", Cliff Burnstein, Mánager de bandas como Metallica, Muse, entre otros, William S. Anderson, CEO de Anderson Holdings Ltd, Guomin Xie, Fundador y Co-Presidente de Tencent Music, y Glenn Lurie, Ex-Presidente de AT&T Mobility, con una inversión total de $36 MDD, con el propósito de crear una experiencia mejor para el usuario, añadiendo ideas como Música, Videos, Películas y Programas propios a través de la app YO, mediante secciones de la misma llamadas "Modulos".
En 2019, adquirió la operadora mexicana Weex Mobile, por una cantidad desconocida, más sin embargo, a según de esta compañía, está compra significaría el avance de Yonder por su expansión al mercado mexicano, obteniendo con esta compra, una base de 100,000 usuarios establecidos en Weex.
Para 2020, se decidió lanzar el servicio YO Telco(después renombrada a YO Mobile, el cual, a pesar de la expectativa del reemplazo de Weex Mobile por esta nueva operadora, se decidió lanzar de manera separada a través de Altán Redes, buscando la innovación del mercado móvil, dejando fuera los esquemas tradicionales impuestos por otras operadoras en el país, añadiendo el uso de su app para escuchar música, ver series, películas entre algunas cosas más que fueron añadiendo con el paso del tiempo, además, con motivo de su lanzamiento, otorgar servicio telefónico ilimitado por 1 año a sus clientes nuevos, con una promoción llamada "ALV 2020", situación que se repetiría para el año siguiente.
Lamentablemente, debido a los costos de mantener este tipo de promociones, además del conflicto Rusia - Ucrania del 2022, a raíz de que la mayoría del equipo residia en estos dos países y el perdida de contrato con Veon Ltd. por 3.7 MDD, además del impago por meses a Altán Redes por uso de infraestructura, YO Mobile decidió finalizar operaciones el 11 de noviembre de 2022, dejando a casi 120,000 usuarios sin servicio de manera repentina.
Algunas semanas después, esta compañía anunció una alternativa para quienes quisieran aún seguir en YO, lanzando Global YO, un nuevo servicio mediante E-Sim, con cobertura internacional, aunque fue rechazada esta propuesta por el público por varias limitantes, tales como el solo tener datos y no llamadas, la cantidad limitada de dispositivos compatibles con el servicio E-Sim y el costo alto por paquetes de datos a comparación de su servicio anterior.
En 2023, de manera sorpresiva, se anunció el relanzamiento de esta compañía, ahora bajo el nombre YO México, el cual iría de la mano de AT&T México, retomando el camino que meses antes fue interrumpido, retomando los segmentos en su app y el poder comprar paquetes de servicio completo, aunque con la limitante de ser cierta cantidad de datos mensual, a diferencia de su antecesor de ser datos ilimitados de manera diaria, semanal, mensual y anual.